# Rue Dinetard
La rue Dinetard est une voie de Toulouse, chef-lieu de la région Occitanie, dans le Midi de la France. Cette rue date d'environ 1885.

## Situation et accès

### Description
La rue Dinetard est une voie publique. Elle se trouve dans le quartier de la Juncasse-Argoulets.

### Voies rencontrées
La rue Dinetard rencontre les voies suivantes, dans l'ordre des numéros croissants (« g » indique que la rue se situe à gauche, « d » à droite) :
1. Rue Louis-Plana
2. Rue Sophie-Germain (d)
3. Espace Enzo-Godéas (d)
4. Chemin Cassaing (d)
5. Rue Jacques-Offenbach (d)

## Odonymie
Le nom de la rue Dinetard est lié à celui de la rue de Soupetard et formé par analogie avec ce dernier : « soupe tard », « dîne tard ». D'ailleurs, le domaine agricole et la métairie de Soupetard se trouvaient à proximité (emplacement des actuels no 74 et 76 chemin des Argoulets et no 65 à 71 rue Louis-Plana).

## Patrimoine et lieux d'intérêt

### Base de loisirs des Argoulets

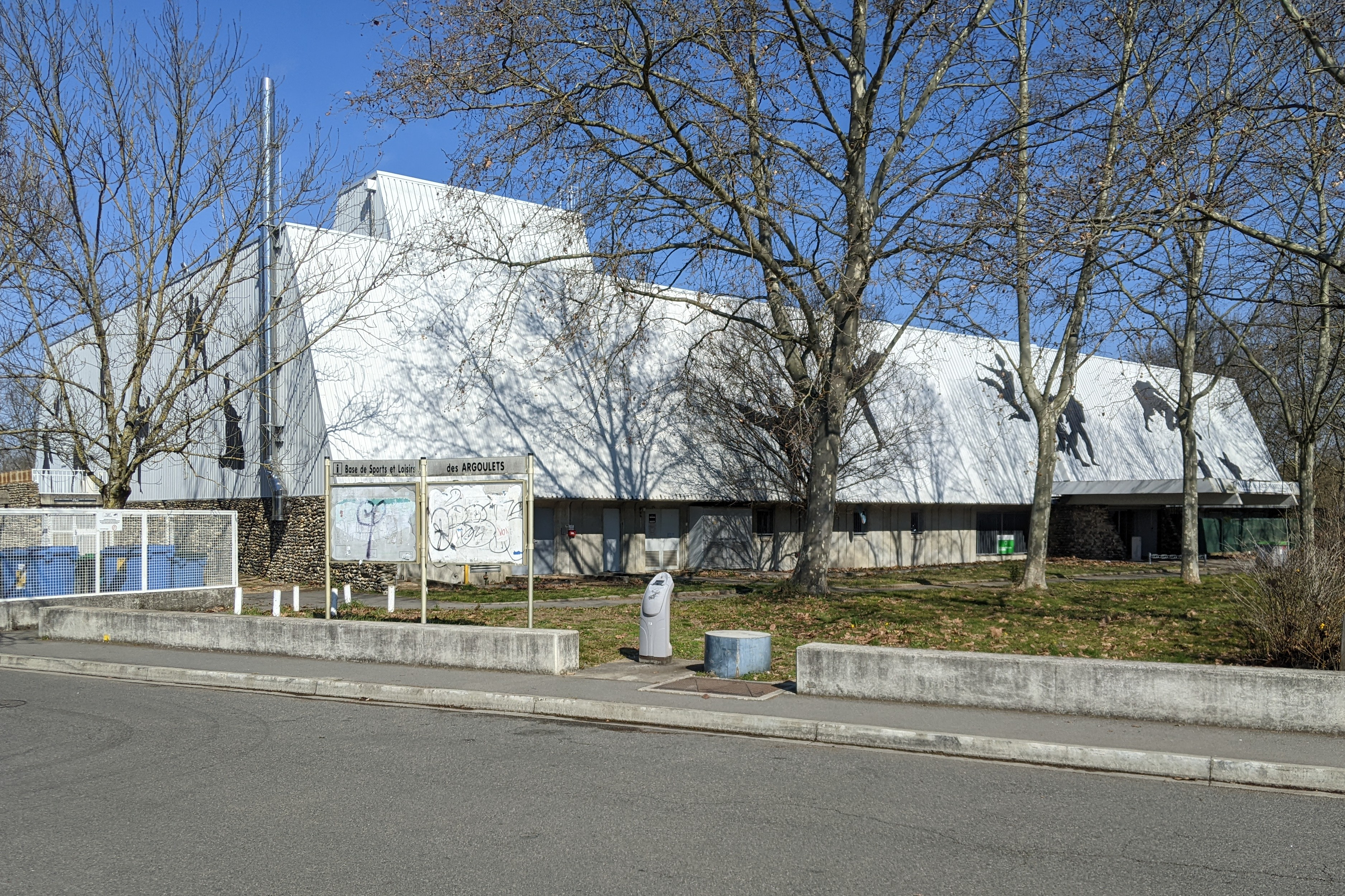
no 54 : la Maison du Judo.

C'est en 1974 que le conseil municipal décidé la création de la base de sports et de loisirs des Argoulets sur un vaste espace de 43 hectares en bordure de l'Hers. Elle offre un ensemble de zones de loisirs, des espaces récréatifs, ainsi que des équipements sportifs.
- Maison des Arts martiaux. 
La Maison des Arts martiaux est construite entre 1979 et 1980, et inaugurée sous le nom de Maison du Judo. Elle abrite le siège du comité départemental de Haute-Garonne de judo, ainsi que de la ligue Midi-Pyrénées. Elle est conçue pour servir de lieu d'entraînement (dôjo), mais aussi de compétition (shiaijô).

- Complexe de pelote basque. 
Le Complexe de pelote basque est construit entre 1980 et 1981, et inauguré le 21 novembre 1981 en présence de Georges Giesper, président de la ligue Midi-Pyrénées de pelote basque.

- gymnase des Argoulets. 
Le gymnase des Argoulets est construit entre 2001 et 2002.